# Katsuhiko Nakaya
Katsuhiko Nakaya (né le 22 avril 1957 à Araçatuba) est un athlète brésilien, spécialiste du sprint.
Il remporte la médaille d’or lors des Championnats d’Amérique du Sud 1981.